# Næsten truet
Næsten truet (NT) (engelsk: Near Threatened) er en betegnelse som anvendes inden for rødlistning af arter.
En art tilhører kategorien "næsten truet", hvis den ikke opfylder kriterierne for at være enten "kritisk truet" (CR), "truet" (EN) eller "sårbar" (VU), men er tæt på at opfylde kriterierne for en af disse grupper.
Se Kategori:IUCN Rødliste - næsten truede arter for eksempler